# جوناثان وينترز
جوناثان وينترز (بالإنجليزية: Jonathan Winters)‏ (11 نوفمبر 1925 – 11 أبريل 2013) هو ممثل أمريكي. بدأ مشواره كممثل كوميدي قبل أن ينتقل إلى التمثيل في السينما والتلفزيون. حصل وينترز على العديد من الجوائز، بما في ذلك جائزتي غرامي وجائزة الإيمي برايم تايم بالإضافة إلى نجمة على ممشى المشاهير في هوليوود في عام 1960.

## الأعمال

### أفلام
- إنه عالم مجنون مجنون مجنون مجنون
- الروس قادمون
- معجب عجيب
- تايني تون
- السنافر
- السنافر 2
- الأمير الصغير

## روابط خارجية
- جوناثان وينترز على موقع IMDb (الإنجليزية)
- جوناثان وينترز على موقع الموسوعة البريطانية (الإنجليزية)
- جوناثان وينترز على موقع روتن توميتوز (الإنجليزية)
- جوناثان وينترز على موقع ألو سيني (الفرنسية)
- جوناثان وينترز على موقع ميوزك برينز (الإنجليزية)
- جوناثان وينترز على موقع تيرنر كلاسيك موفيز (الإنجليزية)
- جوناثان وينترز على موقع أول موفي (الإنجليزية)
- جوناثان وينترز على موقع قاعدة بيانات الأفلام السويدية (السويدية)
- جوناثان وينترز على موقع إن إن دي بي (الإنجليزية)
- جوناثان وينترز على موقع أول ميوزيك (الإنجليزية)